# Live Bait for the Dead
Live Bait for the Dead è il primo album dal vivo del gruppo musicale britannico Cradle of Filth, pubblicato il 19 agosto 2002 dalla AbraCadaver.
Il primo disco contiene la registrazione del concerto eseguito a Nottingham il 14 aprile 2001.
Lo stesso concerto, intitolato Eleven Burial Masses, è visibile nel DVD Heavy, Left-Handed & Candid uscito l'anno prima.
Nel secondo disco sono stati invece inseriti: vari remix, demo e la cover di un brano dei Twisted Sister.

## Eleven Burial Masses
Nel 2007 è uscita, per la Peaceville Records, un'edizione intitolata Eleven Burial Masses in cui è possibile sia ascoltare che vedere il concerto.
Difatti, comprende il CD1 di Live Bait for the Dead e la sezione Eleven Burial Masses, appunto, del DVD Heavy, Left-Handed & Candid.

## Tracce

### CD1
1. The Ceremony Opens (Intro) 02:45
2. Lord Abortion 06:34
3. Ebony Dressed for Sunset 02:55
4. The Forest Whispers My Name 04:56
5. Cthulhu Dawn 04:31
6. Dusk and Her Embrace 06:24
7. The Principle of Evil Made Flesh 05:43
8. Cruelty Brought Thee Orchids 07:55
9. Her Ghost in the Fog 07:33
10. Summer Dying Fast 05:44
11. Creatures That Kissed in Cold Mirrors (Interlude) 03:56
12. From the Cradle to Enslave 06:00
13. Queen of Winter, Throned 10:04

### CD2
1. Born in a Burial Gown (The Polished Coffin Mix) 05:18
2. No Time to Cry (Sisters of No Mercy Mix) 04:20
3. Funeral in Carpathia (Soundcheck Recording) 08:23
4. Deleted Scenes of a Snuff Princess 05:38
5. Scorched Earth Erotica (Original Demo Version) 04:57
6. Nocturnal Supremacy (Soundcheck Recording) 06:03
7. From the Cradle to Enslave (Under Martian Rule Mix) 06:05
8. The Fire Still Burns (Twisted Sister cover) 04:08

## Formazione
Gruppo
- Dani Filth - voce
- Paul Allender - chitarra
- Gian Pyres - chitarra
- Robin Eaglestone - basso
- Martin Powell - tastiere
- Adrian Erlandsson - batteria

Corista
- Sarah Jezebel Deva - voce addizionale